# Karpieńcowate
Karpieńcowate (Cyprinodontidae) – rodzina ryb z rzędu karpieńcokształtnych (Cyprinodontiformes).

## Występowanie
Karpieńcowate żyją w strefie tropikalnej i subtropikalnej Ameryki Północnej, Ameryki Południowej, północnej Afryki i południowej Europy (Hiszpania). Występują w wodach słodkich, słonawych oraz w przybrzeżnej strefie wód morskich. Przeważnie są mieszkańcami małych zbiorników wodnych jak starorzecza, boczne odnogi rzek, laguny, rowy, strumienie, obszary zalewowe i bagna. Gatunki z rodzaju Cyprinodon należą do ryb najbardziej odpornych na ekstremalne warunki środowiska.

## Opis
Są niewielkich rozmiarów (maksymalnie 8 cm), często żywo ubarwione o wyraźnie zaznaczonym dymorfizmie płciowym (samce są mniejsze i zwykle intensywniej ubarwione od samic). Jajorodne, o zapłodnieniu zewnętrznym. Większość odżywia się małymi bezkręgowcami.

## Klasyfikacja
Rodzaje zaliczane do tej rodziny są zgrupowane w podrodzinach Cubanichthyinae, Cyprinodontinae, Synodontinae:

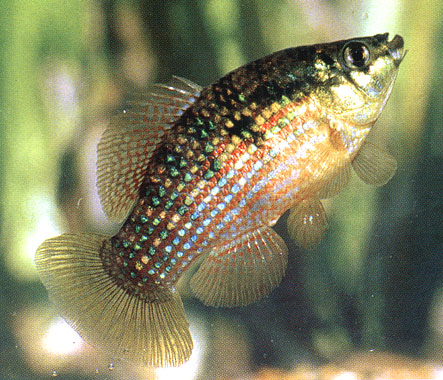
Jordanelka florydzka (Jordanella floridae)

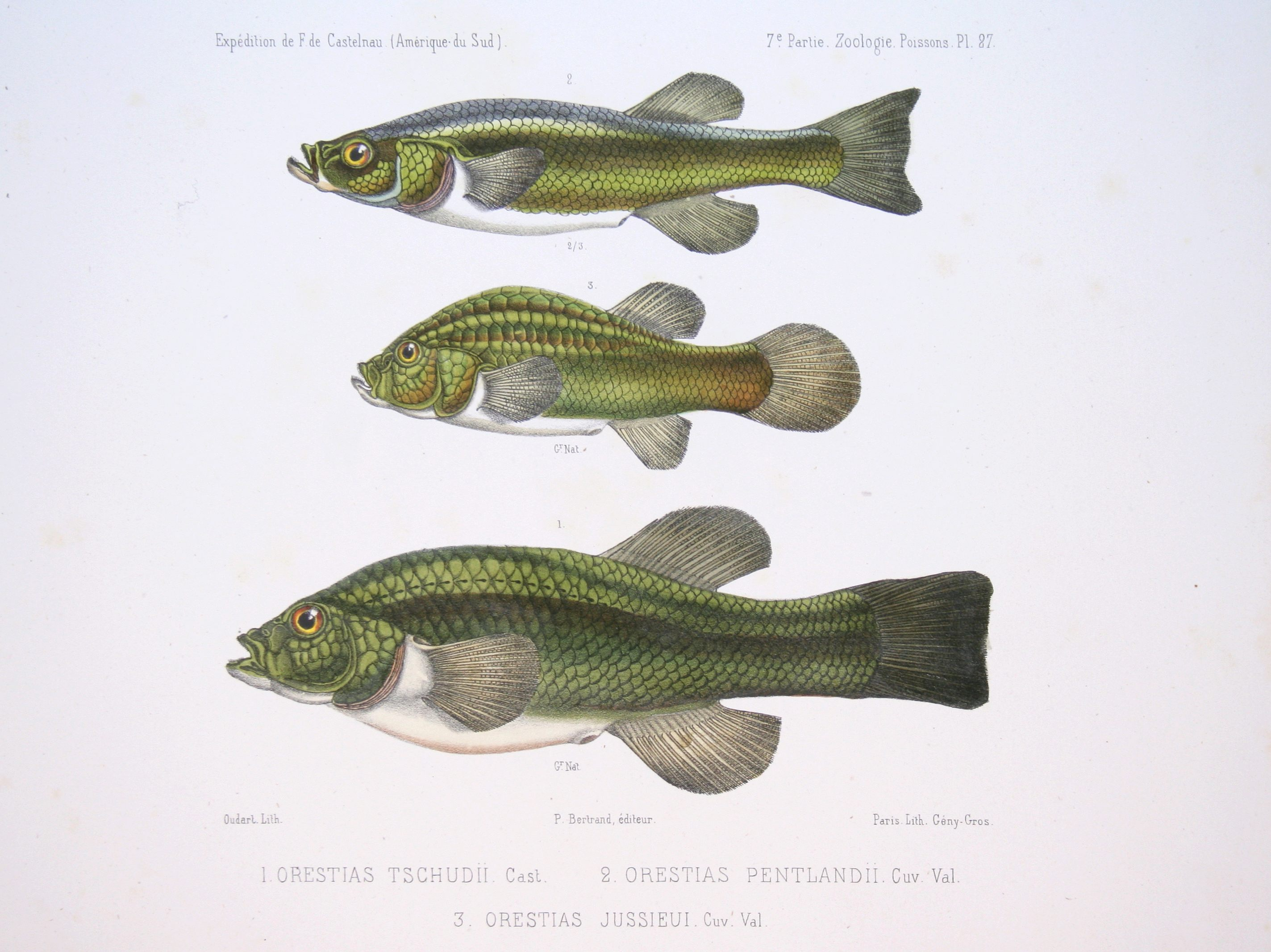
Od góry:Orestias pentlandii
O. jussiei
O. tschudii

Aphanius — Cualac — Cubanichthys — Cyprinodon — Floridichthys — Garmanella — Jordanella — Megupsilon — Orestias — Synodus